# 791年
| 千纪： | 1千纪                                                                                           |
| 世纪： | 7世纪 \| 8世纪 \| 9世纪                                                                         |
| 年代： | 760年代 \| 770年代 \| 780年代 \| 790年代 \| 800年代 \| 810年代 \| 820年代                       |
| 年份： | 786年 \| 787年 \| 788年 \| 789年 \| 790年 \| 791年 \| 792年 \| 793年 \| 794年 \| 795年 \| 796年 |
| 纪年： | 辛未年（羊年）；唐貞元七年；南诏上元八年；日本延曆十年；渤海国大興五十四年                      |

## 大事记
- 查理曼与其子丕平（810年卒，19岁）进攻多瑙河中游地区的柔然阿瓦尔，企图尾追击溃阿瓦尔人未果，返国加强东部边境力量。
- 布比亞河戰役，領導的哥多華埃米爾國於布比亞河附近擊敗阿斯圖里亞斯王國國王貝爾穆多一世指揮的軍隊，導致貝爾穆多一世退位，阿方索二世即位。